# Kuskoszczur szary
Kuskoszczur szary (Cuscomys ashaninka) – gatunek ssaka z rodziny szynszyloszczurowatych (Abrocomidae), zamieszkujący rejon Cuzco w południowym Peru. O gatunku wiadomo niewiele, bowiem znany jest jedynie z holotypu.
Kuskoszczur szary został odkryty w 1997 przez amerykańską zoolog Louise Emmons ze Smithsonian Institution, podczas badań na szlaku górskim (3350 m n.p.m.) w Vilcabamba w południowo-centralnej części Peru. Emmons dokonując odkrycia stwierdziła, że gryzoń ów stanowi zupełnie nowy rodzaj w rodzinie szynszyloszczurowatych. W późniejszym okresie stwierdziła, że również gatunek kuskoszczur inkaski (Cuscomys oblativa), tradycyjnie lokowany w grupie gatunków wymarłych, winien zostać zaliczony do rodzaju kuskoszczur.
Określenie ashaninka zostało zaczerpnięte od nazwy lokalnego szczepu Indian Asháninka. W wydanej w 2015 roku przez Muzeum i Instytut Zoologii Polskiej Akademii Nauk publikacji „Polskie nazewnictwo ssaków świata” gatunkowi nadano nazwę kuskoszczur szary, rezerwując nazwę kuskoszczur dla rodzaju tych gryzoni.
Kuskoszczur szary prawdopodobnie prowadzi nadrzewny tryb życia, a jego naturalnym wrogiem jest łasica długoogonowa. Futro C. ashasinka jest szare, z białą pręgą biegnącą wzdłuż grzbietu. Ma około 30 cm długości, ogon – ok. 20 cm.